# Балакчинская волость
Балакчинская волость — волость в Бирском уезде Уфимской губернии. Волостной центр — деревня Урмиязово (Урмиязова, Урмиязы).
Ныне территория Аскинского и Караидельского районов Республики Башкортостан Российской Федерации

## География
В пределах волости протекают судоходная р. Уфа и сплавные речки Тюй и Сарс.

## История
Волость образована с 1901 г.

## Состав
На 1906 год 25 селений.
- Александровский пос., при реч. Марфе
- Байгишева (Амирова)
- Бильгишева
- Верхние Булмазы
- Вячеславский пос., при реч. Марфе
- Гумбина
- Дмитриевский пос., при реч. Марфе, бак. лав.
- Камашады
- Кашкина
- Киреевский, пос., при кл. Иванове
- Ключевый Лог, выс. при кл. Логовом
- Муллакаева
- Нижние Булмазы
- Ново-Кочкильдина
- Седяш
- Сенакул, выселок при реч. Сенакуле
- Старо-Кочкильдина
- Султанбекова (Старый Сарс)
- Суюшева
- Ташлыкуль
- Урмиязово (Урмиязова, Урмиязы) — волостной центр
- Уршады
- Чепашева
- Чурашева
- Шуди

## Население
По справочнику 1906 года население волости 7720 душ обоего пола, проживали башкиры-вотчинники (большинство), русские и черемисы-припущенники.

## Инфраструктура
По справочнику 1906 года жители занимаются преимущественно земледелием, а затем выработкой леса из своей дачи.